# Stareton
Stareton – osada w Anglii, w hrabstwie Warwickshire, w dystrykcie Warwick. Leży 9 km na północny wschód od miasta Warwick i 133 km na północny zachód od Londynu.